# MAN SL 200
Le MAN SL 200 est un autobus construit par MAN entre 1973 et 1986.

## Histoire
Le MAN SL 200 est construit en 1973 selon les normes de l'autobus standard, il est la suite logique du MAN SL 192. En raison du manque de capacité de production, le SL 200 est produit en parallèle du SL 192 dans l'usine de Salzgitter-Watenstedt.
Le MAN SL 200 est semblable au MAN SL 192, il est produit à 5 500 exemplaires, ce qui fait de lui un des plus gros succès de la marque. Le MAN SÜ 240 reprend le style du MAN SL 200 mais est plus long, a un plancher plus haut et plus de places assises.
Au milieu des années 1980 il est remplacé par le MAN SL 202 et la production s'arrête en 1986. Ce modèle disparaît peu à peu des villes et est souvent revendu d'occasion dans les pays de l'Est.

## Versions électriques et trolleybus
Le MAN SL-E 200 est construit à partir de 1975, c'est une version électrique (à batteries) du SL 200. Les batteries étaient logées dans une remorque. Seuls 22 exemplaires ont été construits, dont 8 exemplaires pour la ville de Mönchengladbach (n° 391 à 198) et 14 exemplaires pour Düsseldorf (n°9051 à 9064).
Mönchengladbach a fermé la ligne en 1981 et les autobus ont été revendus à Düsseldorf dont le dernier exemplaire a pris sa retraite en 1988.
En 1984, un exemplaire de SL 200 version trolleybus a été construit. Il pesait 17,600 t et possédait un moteur de 180 kW ainsi qu'un moteur diesel alternatif. L'équipement électrique était produit par BBC-Sécheron, le véhicule a servi, par ailleurs, à démontrer le système trolleybus chez MAN. Il a été utilisé sur les réseaux de Bâle et Lausanne.

## Caractéristiques techniques
Cet autobus possède 37 ou 44 places assises et 75 ou 59 places debout soit 102 ou 103 places au total.
- Longueur             = 11,000 m
- Largeur              = 2,500 m
- Hauteur              = 2,945 m
- Poids à vide         = 16,000 t
- Puissance            = 192 ch, 200 ch et 240 ch

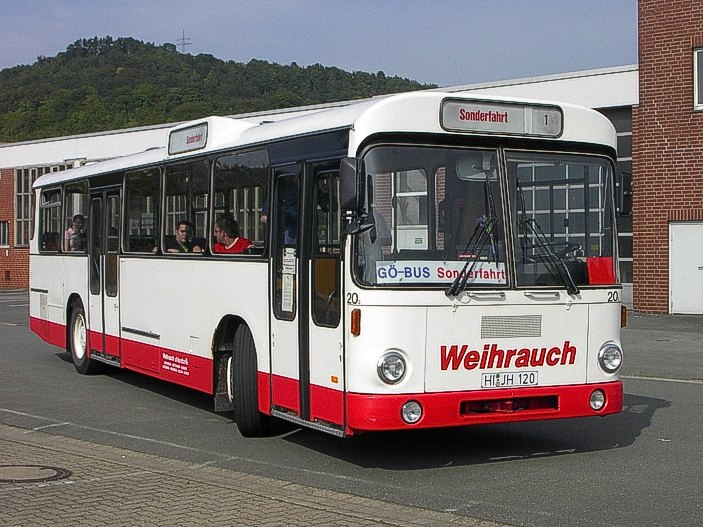
MAN SL 200 avec une face avant StÜLB
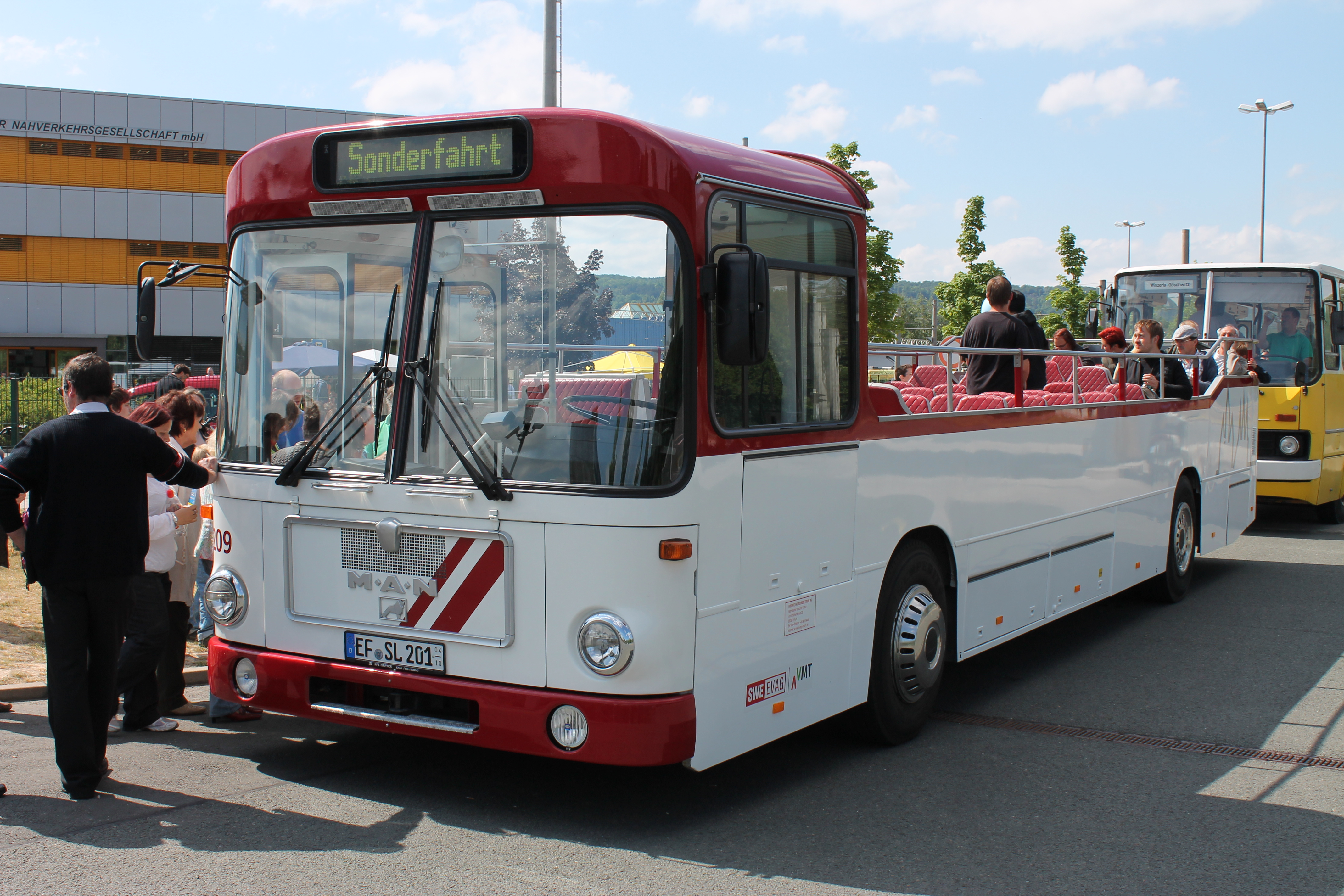
MAN SL 200 modifié